# Partit per Catalunya (Francia)
El Partit per Catalunya (en idioma español Partido por Cataluña) fue un partido político de Rosellón que reclamaba la unificación e independencia de los Países Catalanes. Se creó como la contrapartida francesa del Partit per la Independència.
Su portavoz era Daniela Grau.
- Datos: Q9056468